# Rugby Europe Women's Championship 2018
El Rugby Europe Women's Championship (Campeonato Europeo de Rugby Femenino) del 2018 fue la vigésimo segunda edición del torneo femenino de rugby. La selección española resultó campeona.

## Equipos participantes
- Selección femenina de rugby de Alemania
- Selección femenina de rugby de Bélgica
- Selección femenina de rugby de España
- Selección femenina de rugby de Países Bajos

## Resultados

### Semifinales
| 27 de febrero | Bélgica | 12 - 84 | Países Bajos | Bruselas, Bélgica |  |

| 27 de febrero | España | 44 - 0 | Alemania | Bruselas, Bélgica |  |

### Tercer Puesto
| 2 de marzo | Bélgica | 5 - 24 | Alemania | Bruselas, Bélgica |  |

### Final
| 3 de marzo | Países Bajos | 7 - 40 | España | Bruselas, Bélgica |  |

| Bandera de España |
| Campeón España    |
| Sexto título      |